# Kristofer Schipper
Pour les articles homonymes, voir Schipper.
Kristofer Marinus Schipper (né le 23 octobre 1934 à Eda et mort le 18 février 2021), ou Rik Schipper, nom chinois Shi Zhouren 施舟人, est un sinologue néerlandais. Né en Suède, il a grandi près d'Edam aux Pays-Bas. Il est professeur émérite d'orientalisme à l'université de Leyde, où il a été nommé en 1993. Il a été chercheur à l'École française d'Extrême-Orient (EFEO) et directeur d'études à l'École pratique des hautes études. Il fut le directeur de l'Institut des Hautes Études Chinoises du Collège de France (1987-1992). Il a enseigné à l'université de Fuzhou et au Collège  de Zhangzhou. À sa retraite, son épouse, le Dr Yuan Bingling, et lui se sont fixés à Fuzhou (Fujian) en Chine.

## Recherches
Kristopher Schipper a entrepris des recherches à Taïwan. Il s'est intéressé aux cérémonies et rituels du taoïsme. Les rituels ne peuvent être enseignés qu'au sein d'une famille, il a donc été adopté par une famille d'amis pour pouvoir être initié au taoïsme. En 1968 il a été ordonné prêtre dans le courant Zhengyi Dao. Il est entré à l'Académie royale néerlandaise des arts et des sciences en 1995. Il a organisé et édité la première étude scientifique complète des 1 500 textes du Canon taoïste de la dynastie Ming.
Kristopher Schipper a effectué des enregistrements sonores de rituel taoiste, particulièrement à Taïwan, constituant des archives de terrain partiellement éditées sur disques commerciaux Fonds d'archives sonores de K. Schipper

## Elèves
K. Schipper a formé de nombreux élèves, devenus pour certains des spécialistes réputés du taoïsme, comme John Lagerwey, ancien Directeur d'études à l'EPHE, Vincent Goossaert , Directeur d'études à l'EPHE ou David A.Palmer , Professeur à l'Université de Hong Kong.